# Jown Cardona
Jown Anderson Cardona Agudelo, noto semplicemente come Jown Cardona (Cali, 9 gennaio 1995), è un calciatore colombiano, attaccante del Santa Fe.

## Caratteristiche tecniche
È un'ala sinistra.

## Carriera
Cresciuto nelle giovanili del Deportivo Cali, ha esordito in prima squadra il 19 settembre 2013 in occasione del match di Copa Colombia perso 2-1 contro il Real Cartagena.